# Amistade
Amistade (in italiano: Amicizia) è un album dei Bertas, pubblicato nel 1993 dalla Rockhaus Blu Studio. È una raccola di canti tradizionali sardi e di composizioni originali in logudorese.

## Tracce
1. Noranta (Occh'Annu) - (Bertas), 4:29
2. Signora Madre - (Bertas),(5:30)
3. Amistade - (Bertas) 3:45
4. Badde lontana - (Antonio Strinna, Antonio Costa) 4:00
5. Como cheria - (Bertas), 5:16
6. No mi giamedas Maria - (trad.), 3:16
7. A s'andira" (popolare) / Cunservet Deu Su Re - (inno testo di Vittorio Angius) 3:20
8. Cantare cantare cantare - (Bertas), 6:02